# Cuisine algérienne
La cuisine algérienne englobe une grande variété de traditions culinaires, résultant de la richesse culturelle et géographique de l'Algérie.
La cuisine algérienne se caractérise par une richesse tirée de la production terrestre et marine. C'est une cuisine méditerranéenne et nord-africaine ayant pour substrat la cuisine Amazighe. Elle offre une composante de mets variés selon les régions et selon les saisons, ce qui donne une palette culinaire très diversifiée. Cette cuisine qui fait appel à une multitude de produits, reste tout de même celle des légumes et céréales qui, depuis toujours, sont produites en abondance dans le pays, autrefois appelé « grenier de Rome,,, » puis « grenier de l'Europe ». De plus, le passé riche de l'Algérie a contribué à l'acheminement d'une abondance de mets originaires de différentes périodes et régions du monde. En effet, les conquêtes ou les déplacements démographiques vers le territoire algérien ont été l'un des principaux facteurs d'échanges entre les différents peuples (Amazighs, Arabes, Turcs, Andalous, Français et Espagnols). Parmi toutes les spécialités dont dispose l'Algérie, les plus fameuses sont le couscous, reconnu comme plat national, ainsi que les pâtisseries traditionnelles qualifiées de « pâtisseries orientales » dans les pays occidentaux. Bien qu'historiquement transmise de façon orale, de génération en génération, il existe de plus en plus d'ouvrages consacrés à la cuisine algérienne.
La cuisine algérienne réunit une diversité d'ingrédients parmi les légumes, les fruits, les épices, les viandes, les poissons, les fruits de mer, et les fruits secs. Les légumes sont souvent utilisés pour les salades, les soupes, les tajines, les couscous et les plats en sauce. On retrouve en abondance les carottes, les courges, la pomme de terre, le haricot vert, les haricots, le navet, l'aubergine, le fenouil, l'artichaut, la terfesse...

## Histoire
La cuisine algérienne plonge ses racines dans les traditions culinaires des peuples autochtones Amazighs, notamment ceux du nord de l'Algérie, avant d'être enrichie par les influences phéniciennes, ottomanes et espagnoles. Par ailleurs, les différences géographiques et géologiques du territoire Algérien (le 10e plus vaste du monde) ont induit des pratiques culinaires différentes.

### Antiquité
Nombre de plats contemporains toujours très populaires en Algérie et dans le monde trouvent leur origine dans des pratiques remontants à l'Antiquité Algérienne notamment de la Numidie : les fondements de la cuisine algérienne reposent sur les anciennes traditions des Amazighs, qui ont introduit des produits de base tels que la semoule qui permettent la production d'une large de gamme de plats algériens : couscous, kesra (ou aghrom), mhajeb et mesemen, tikourbabine (ou asbane), berkoukes,...

## Condiments et épices

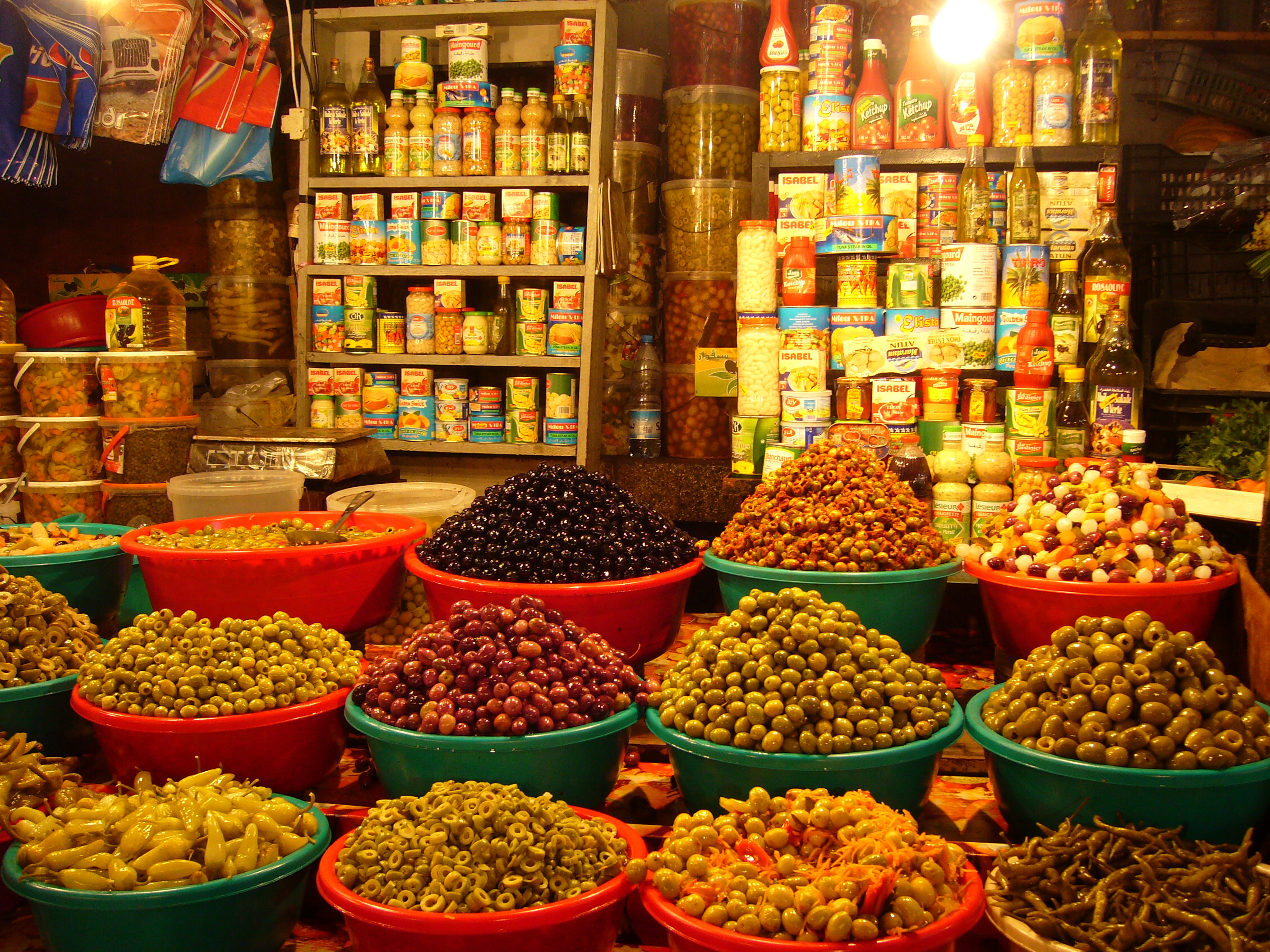
Étal de différents types d'olives et de piments dans le souk El Hattab (Annaba).

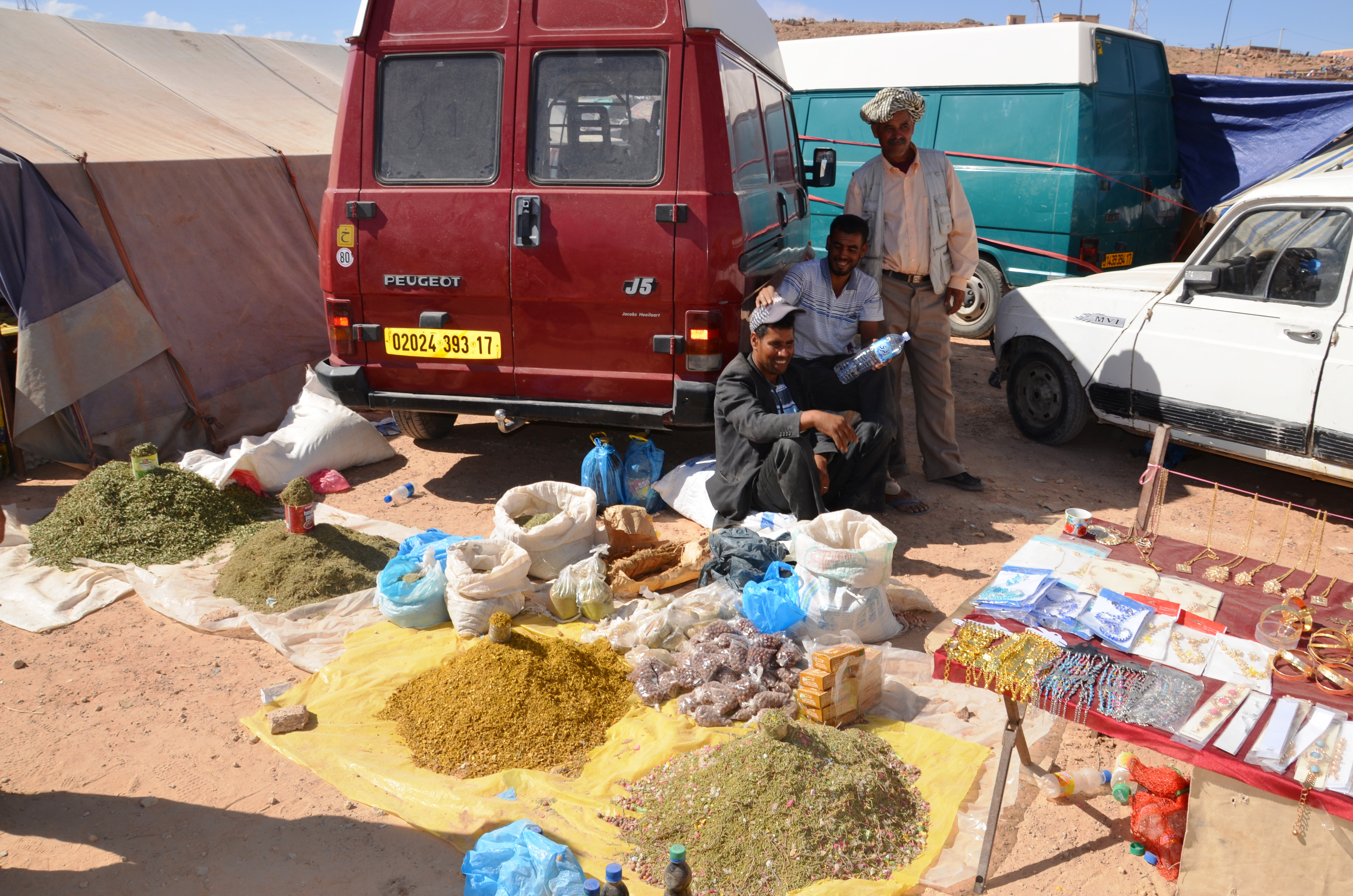
Marchand d’épices ambulant

Les épices jouent un rôle prépondérant dans la cuisine algérienne. Rares sont les plats qui n'en utilisent pas. Le safran, le clou de girofle, la coriandre, le gingembre, le paprika, le cumin, le poivre, le curcuma sont très utilisés tout comme l'ail ou les graines de nigelle (cultivées en Algérie). Les mélanges communs d'épices comme le zaatar ou le ras-el-hanout (que l'on trouve partout en Algérie aussi bien dans les épiceries que dans les souks) sont extrêmement importants dans cette cuisine. Les piments forts, eux aussi, sont très appréciés, de même que les olives.
L'oignon est également beaucoup utilisé surtout dans la préparation des tajines. Les herbes aromatiques sont utilisées en abondance pour rehausser le goût des mets et pour les parfumer : le persil, le romarin, l'origan, le fenouil, le thym, l'anis, les feuilles de laurier, le basilic en sont les exemples les plus connus. La cannelle est très populaire tout comme le fenugrec et la verveine (en infusion) aux propriétés médicinales reconnues ainsi que l'iris et la fleur de lavande (que l'on retrouve dans la composition du ras-el-hanout).
L'eau de rose (ma z'her) ou l'eau de fleur d'oranger servent à la fois à agrémenter les plats mais entrent aussi dans la composition de certaines pâtisseries. D'autres ingrédients comme la menthe servent à la préparation du célèbre thé à la menthe.

## Spécialités culinaires

### Galettes et pains

#### La tradition du pain en Algérie
Le pain est un aliment indispensable en Algérie. On le retrouve sur toutes les tables lors des repas. Au côté de l'eau, le pain est un symbole de la vie et est considéré tel un don d'Allah comme tous les mets à base de blé, que l'on nomme en arabe algérien naʿmat rabbi (se traduisant par « bénédiction du Seigneur »). Jouer avec du pain ou le jeter est considéré comme un sacrilège dans la croyance populaire et peut même déboucher sur un conflit s'il est jeté en pleine rue. Ainsi, des marchands ambulants dans certaines villes du pays récupèrent à la criée le pain rassis avec leurs charrettes pour le revendre aux éleveurs de bétail. La confection du pain pendant le mois du ramadan est une tradition séculaire qui est ancrée dans la vie des femmes algériennes. Rares sont les ménages à acheter du pain pétri par le boulanger durant cette période religieuse.

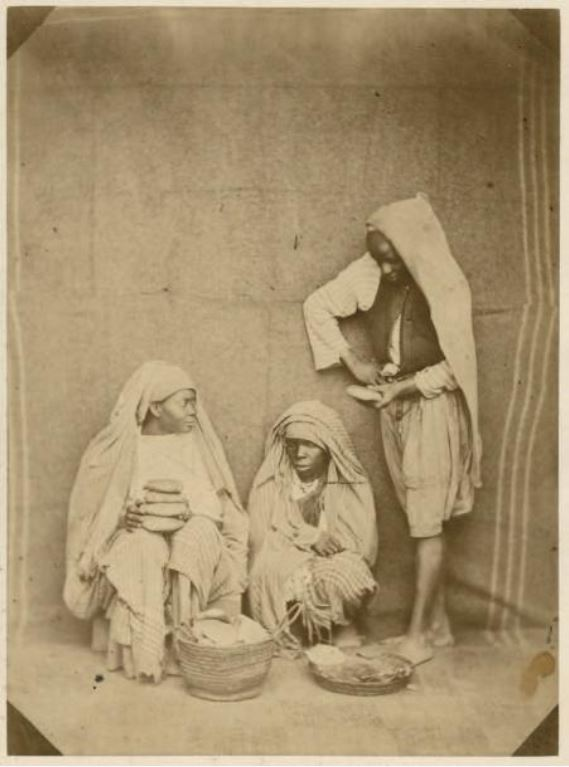
Vendeuses de pains et de poissons, Algérie 1856.
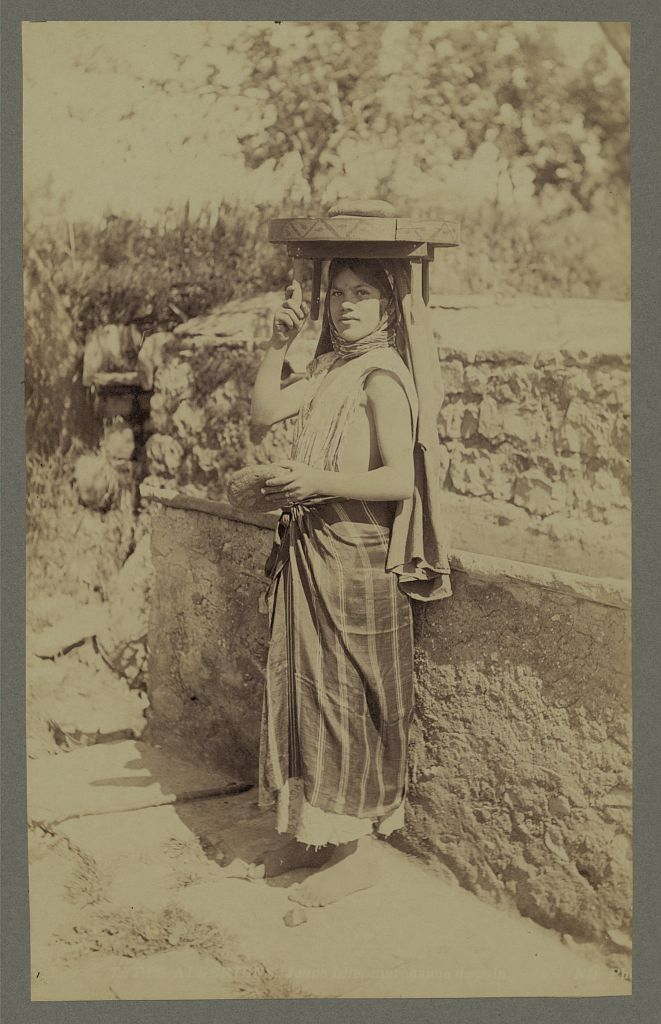
Vendeuse de pain matlouh, Algérie 1860.
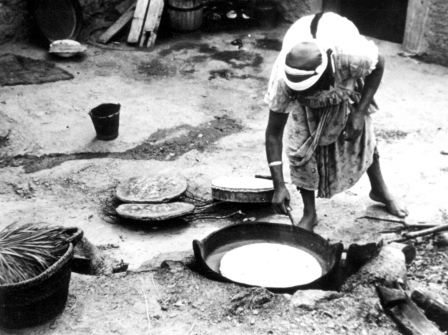
Préparation de la kesra sur un tajine traditionnel à pain, Algérie 1962.

#### Les variantes de pains traditionnels algériens
Les pains traditionnels en Algérie sont caractérisés par une très grande variété. On retrouve par exemple la kesra, un pain-galette originaire du Constantinois qui a une fine épaisseur et qui accompagne les plats en sauce ou qui peut être servi avec du beurre et de la confiture lors du petit déjeuner ; la harcha ou mbesses, une galette de semoule se consommant surtout au petit déjeuner, accompagnée de confiture ou de miel ; le chouat, une galette à base de pomme de terre originaire de Dellys, cuite sur un tajine puis saupoudrée de sucre ; le pain brioché du Jour de l'an Amazigh, Yennayer, et de l'Aïd, qui contient un œuf entier avec sa coquille symbolisant la prospérité ; l'aghroum, pain des Amazighs, qui se décompose lui-même en plus d'une dizaine de variétés selon les ethnies, tels le aghroum lahwal, pain à la menthe ou aux légumes frais de Kabylie, le aghroum arssass cuit sur un tajine en terre cuite des Aurès, ou encore le aghroum n'tassami de Ouargla.
Les pains au levain existent aussi en grand nombre : on retrouve parmi eux le matloue qui se consomme surtout avec des plats traditionnels contenant une grande quantité de sauce comme les tajines ou soupes ; la taguella, un pain touareg cuit sur un sable intensément chaud recouvert de braises ardentes et qui peut être servi aussi comme plat principal lorsqu'il est émietté ; le tamtunt, un pain de Kabylie parfois frit ou cuit au four ; le khobz chaïr, un pain à base d'orge, et enfin le Khobz eddar ou khobz coucha, le pain ancien des villes citadines de l'Algérie, cuit au four et souvent parfumé à la nigelle, consommé surtout pendant la période du ramadan. On retrouve aussi des pains simples, typiques des oasis, comme la garsa yabsa de oued Righ ou, le meloui, un pain arabe très fin qui se distingue par son feuilleté ou encore le lemouarek, connu par sa fine épaisseur. On peut distinguer d'autres pains originaux par leur cuisson en plus de la taguella, comme le khobz annour de la Saoura, cuit dans un four traditionnel, le khobz el qoulla, pain originaire d'Adrar, cuit sur une cruche chaude en terre cuite et la meghmouma, cuite sur des pierres chaudes.
Il existe de même les pains farcis qui sont très consommés en Algérie comme la mkhalaa fourrée à la viande hachée et aux légumes, la makhtouma du Sahara qui est une galette farcie à la viande hachée, au poivrons, à la tomate, aux olives et au fromage parfumé au thym, ou encore la mtabga de Biskra et El Oued aux carottes, tomates, piments rouges, poivrons et graisse animale (agneau ou chameau), accompagnée d'huile d'olive.

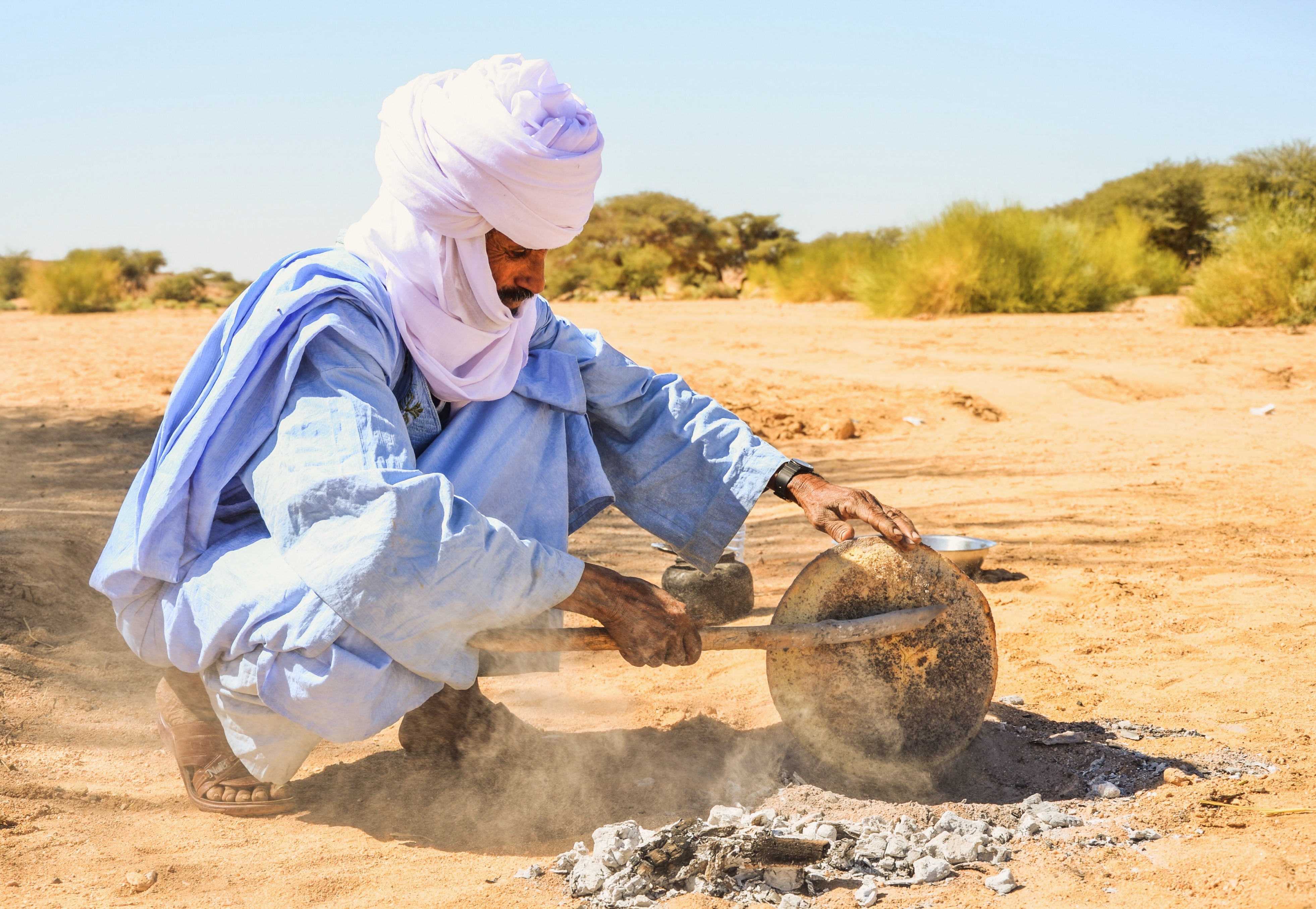
Préparation de la taguella, pain quotidien des touaregs d'Algérie.
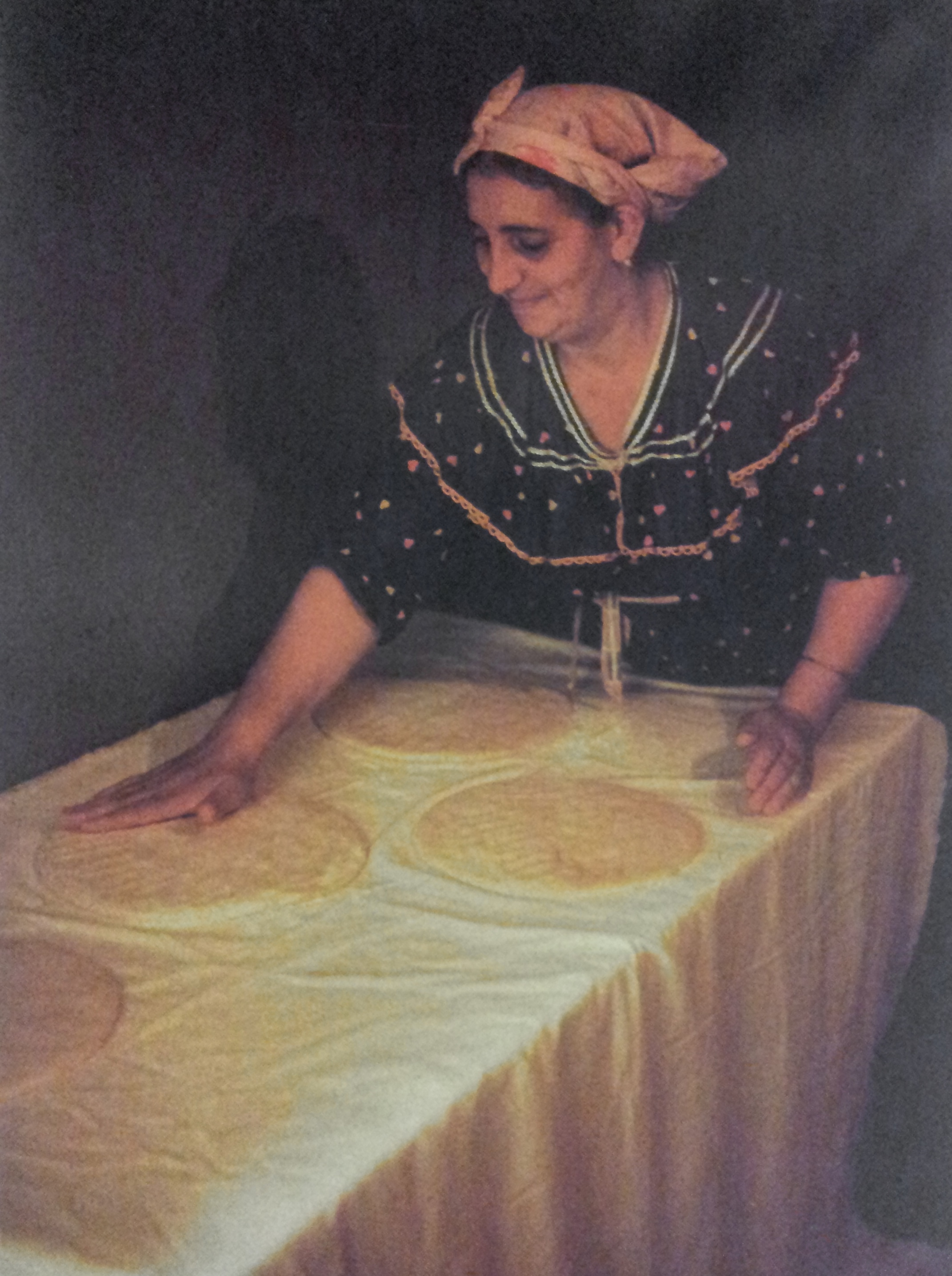
Préparation de la kesra, galette de blé algérienne.
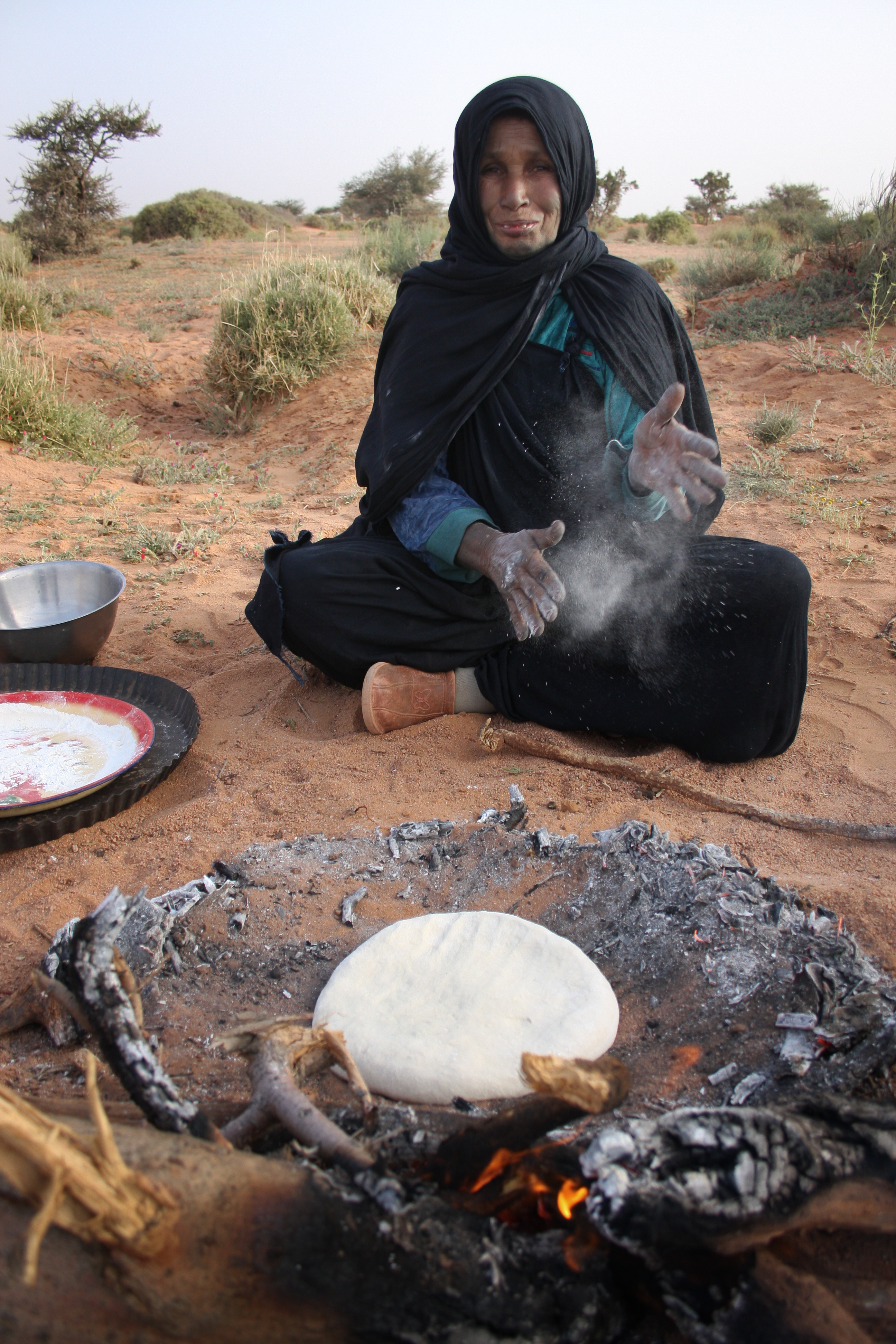
Préparation du pain à Tindouf.

#### L'apparition de nouveaux pains
Aux côtés des pains traditionnels, la présence de la baguette sur les tables algériennes est des plus notables, la cause de sa présence étant due à l'immigration française en Algérie. C'est l'un des pains les plus populaires dans les grandes villes du nord. La baguette rivalise avec le khobz dar, la matlouh, la kesra et le pain aghroum durant les dîners du mois de ramadan. On se sert aussi de la baguette pour faire des sandwichs traditionnels à base de calentica ou de cachir. On retrouve aussi le pain traditionnel mahonnais, à Bordj El Kiffan, où l'immigration mahonnaise a été très importante et surtout ancienne et, enfin, le pain provençal du nom de fougasse, surtout préparé dans les villes de l'est, Annaba et Guelma.

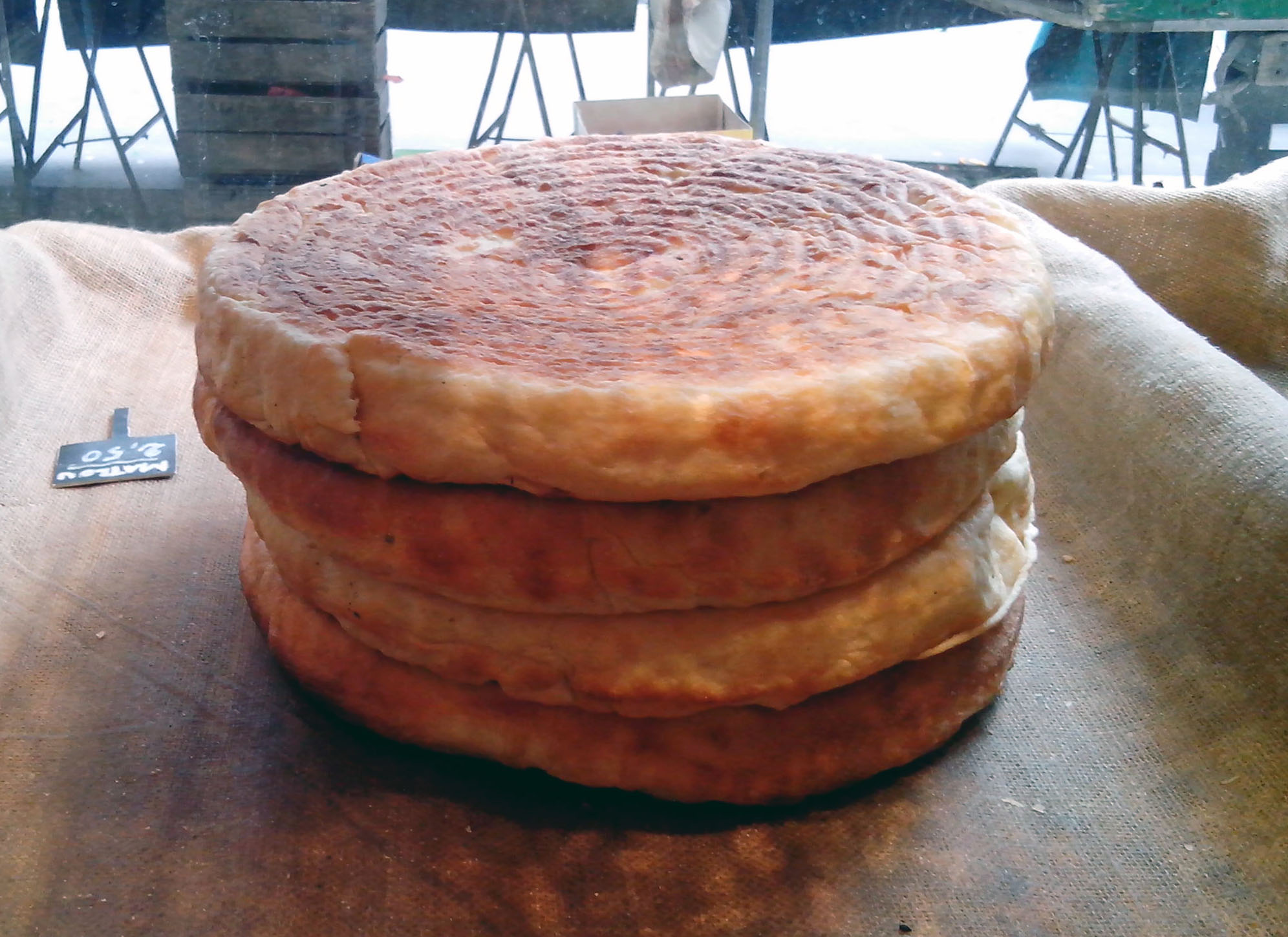
Matlouh.
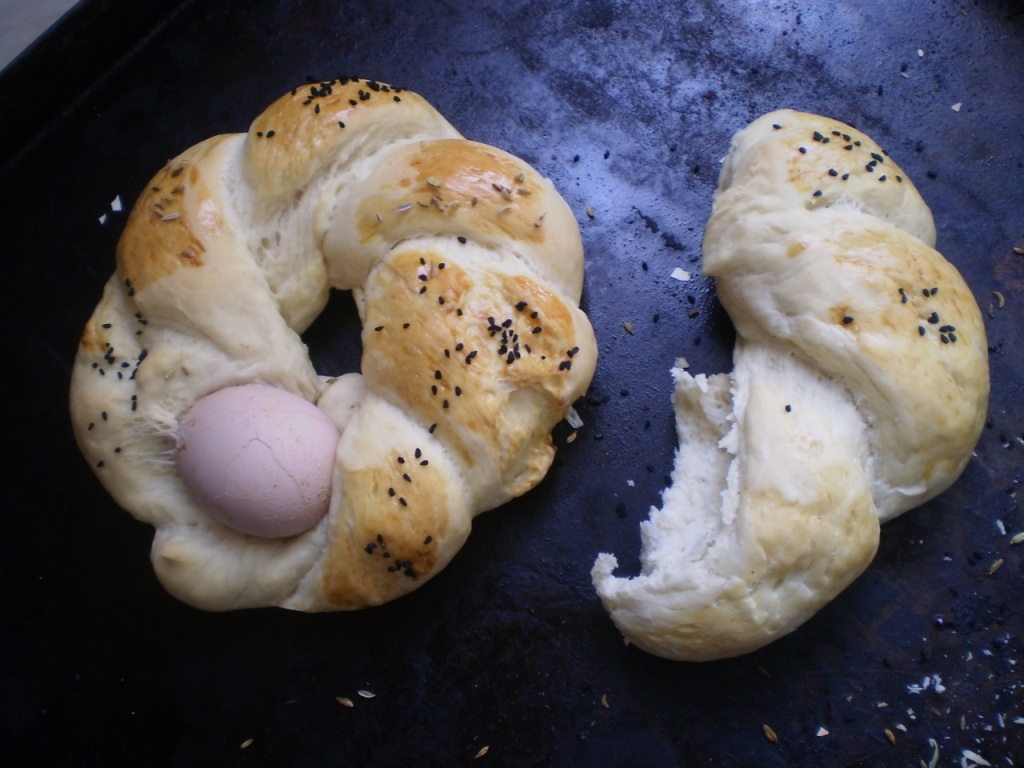
Pain brioché traditionnel de Blida et Médéa préparé à l'Aïd.
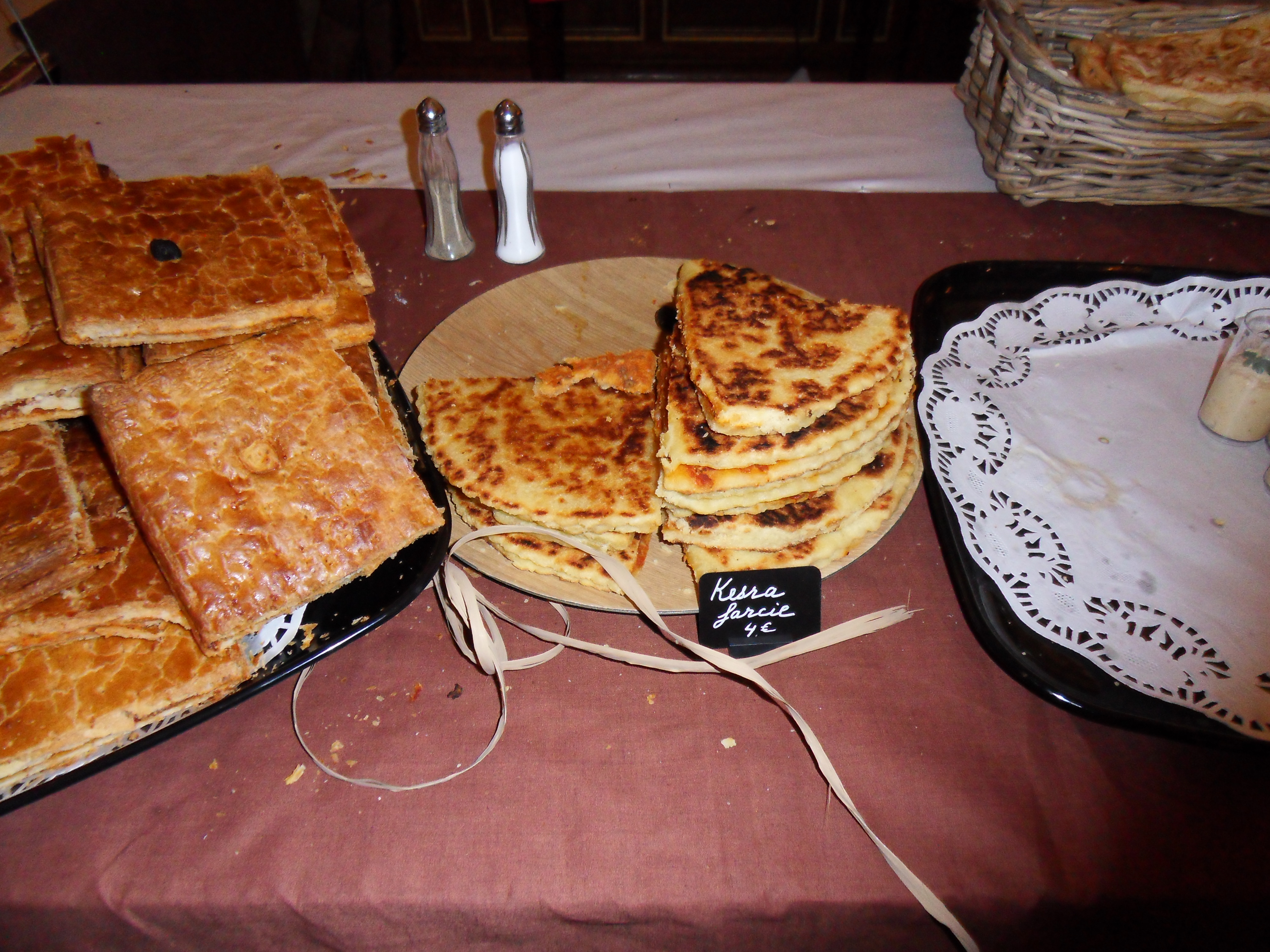
Kesra farcie accompagnée de kaldi, feuilletés algériens (à gauche).
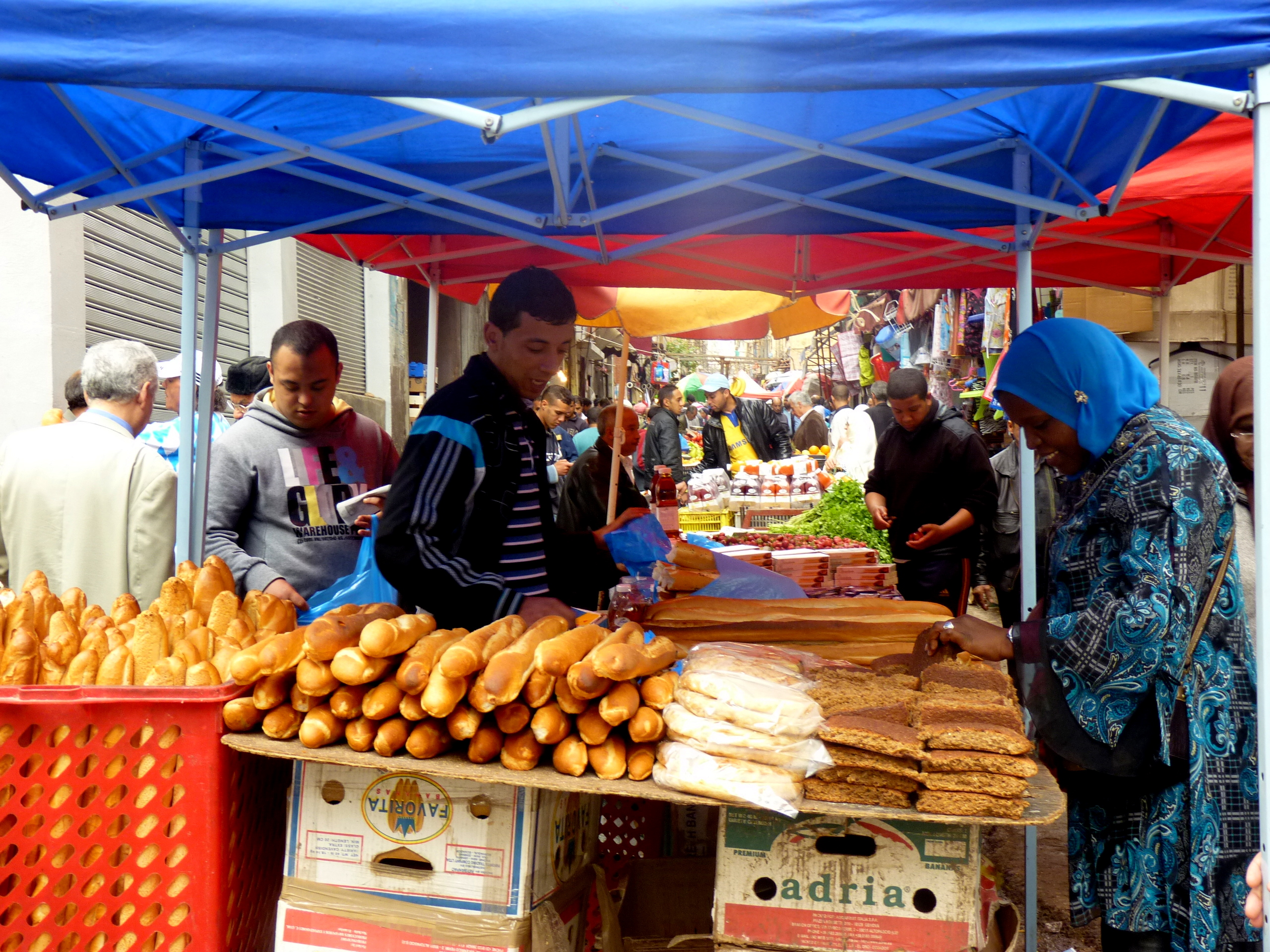
Étal de baguette, matlouh et khobz chaïr (de gauche à droite) dans un souk à Oran.

### Entrées

#### Salades

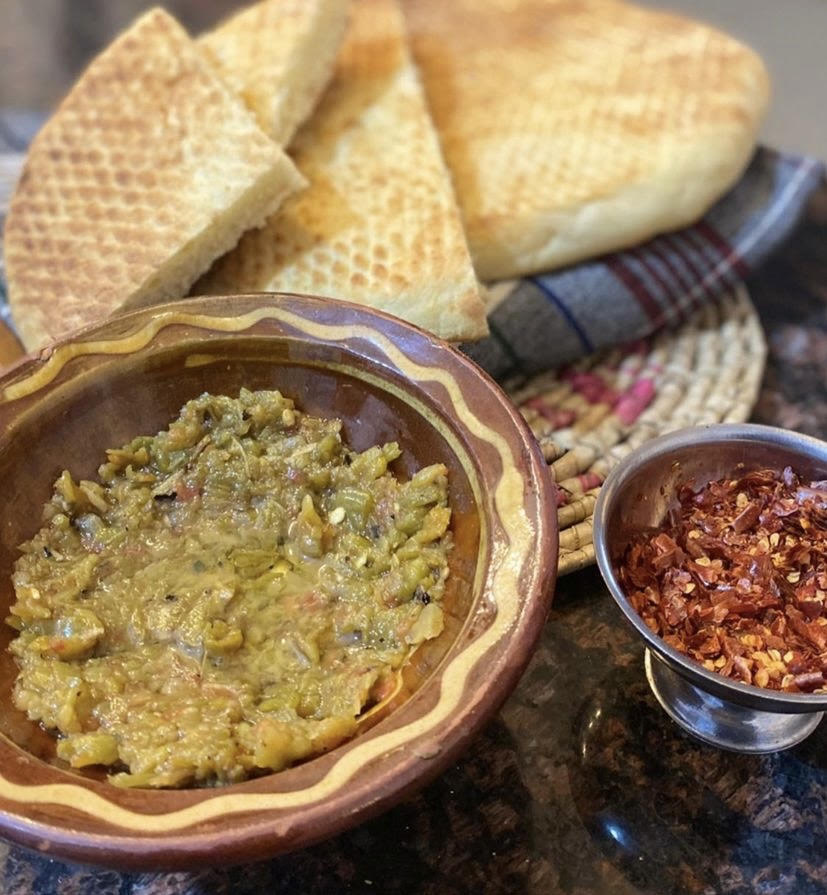
Assiette de hmiss à l'huile d'olive.

La gastronomie algérienne compte un grand nombre de salades froides et chaudes. Les Algériens ont également pour habitude de verser sur leur salade quelques gouttes d’huile d’olive de Kabylie, la plus réputée du pays.
Parmi les plus connues, la chakchouka se consommant froide ou chaude, qui peut être considérée comme une salade ou un plat complet estival à base de tomates, de poivrons et d'oignons agrémentés souvent d'épices et d'ail. La chakchouka peut varier selon les régions ; ainsi, elle est parfois accompagnée d’œufs, de kefta dans certaines régions d'Algérie, de pommes de terre, d'olives... Toujours avec le poivron, il y a le très populaire hmiss, qui est une salade de poivrons et de tomates grillés, arrosée d’huile d’olive et éventuellement saupoudrée d’ail et de persil, mais aussi le zviti des Ouled Naïl, préparée à l'aide d'un pilon en bois avec de la kesra émiettée et du piment fort.
Il existe aussi des salades citadines, tels le torchi d'Annaba à base de carottes en rondelles, d'olives, de légumes confits et d'ail, le kherdel d'Alger et de Blida qui est une salade sucrée-salée à base de pommes, de coings et de navet, accompagnée d'une vinaigrette au sucre, à la moutarde et au vinaigre, la n'tchouba d'Alger à base de tomate, d'anchois, d'olives et d'ail ou encore la daniele d'Annaba, qui est une salade froide à base de sardine cuite dans une sauce parfumée au thym, au laurier et à l'ail.
De plus, on retrouve des salades où un ingrédient domine ou prédomine parmi les autres, c'est le cas de la chlada bandjar à base de betteraves (tomates, persil, oignon et olives noires), la banadura salata b'kizbara où la tomate parfumée à la coriandre est fortement représentée, la salade de mauve (khoubize) à l'huile d'olive, la salade de pourpier (bendrag), la salade de carottes à base de charmoula au cumin, appelée zrodiya mcharmla, le foul au cumin cuit à la vapeur et al fwila au citron, qui sont toutes des salades contenant uniquement des fèves. On trouve encore la salade d'artichaut à base de vinaigrette (ail, harissa, huile et vinaigre), la zaâlouka à base d'aubergine coupée en tronçons et cuite en sauce rouge relevée de vinaigre, ou encore le bayd maamar bel, qui est une recette algéroise avec des œufs durs farcis à la sardine.
Dans les mariages algériens et durant le ramadan, la salade consommée est une salade composée traditionnelle qui varie selon les régions, préparée à base de crudités : carottes râpées, maïs, betteraves, laitue, concombres, tomates, cornichons, fromage frais, fenouil, olives... où sont ajoutés du thon, des œufs durs et parfois des fruits de mer. On retrouve aussi la salade de riz à base de maïs, thon et riz qui est consommé plus souvent que celle dans les mariages ou du ramadan.

#### Soupes
L'Algérie possède quatre grandes soupes traditionnelles consommées sur l'ensemble du pays : la chorba, la harira, le djari et la tchicha. Ces soupes traditionnelles algériennes sont servies au début des repas en tant qu'entrée et sont essentiellement préparées à partir de viande d'agneau, mouton ou de poulet, de pois chiches, de tomates, de vermicelles, de blé, d'épices et de différents légumes et légumineuses. Ces soupes variées sont les plus populaires durant le mois sacré du ramadan.
Cependant, parmi toutes les soupes que l'Algérie possède, la soupe nationale est la chorba, héritée de la période ottomane. Elle se décline en une variété impressionnante de recettes selon les régions, les villes, les oasis et les villages (douars). On trouve par exemple la chorba beida (chorba blanche) d'Alger, à base de poulet et de vermicelles, peu épicée, la chorba mermez de Médéa, la chorba frik originaire des Aurès, du Constantinois et des Hauts-Plateaux sétifiens qui contient du blé vert concassé (frik), de la viande et des légumes, la chorba fdaouech (chorba aux vermicelles), la chorba hamra (chorba rouge) à la viande contenant une grande quantité de légumes, la chorba lardess (chorba aux lentilles, carottes et pommes de terre), la chorba bel hmam (chorba aux pigeons) où les pigeons sont braisés puis préparés dans une sauce à la coriandre, au persil, au céleri, au gingembre, au carvi et au safran, ingrédient indispensable, la chorba bahriya (chorba aux poissons), préparée dans l'ancien temps par les corsaires, où le goût du poisson est relevé par le cubèbe. Le point commun entre toutes ces chorba est qu'elles sont parfumées à la coriandre. En Algérie, la chorba est cuisinée quotidiennement pendant le ramadan et offerte traditionnellement aux pauvres. De nos jours, on la retrouve dans les restaurants gastronomiques.
D'origine andalouse, la harira est la soupe la plus populaire de l'Oranie à côté de la chorba. Sa consommation est due à l'apport gastronomique des Andalous en Algérie et cela bien avant la chute d'Al-Andalus. En effet, elle fut introduite en 902 par les marins andalous, Mohamed Ben Abou Aoun et Mohamed Ben Abdoun, ainsi qu'un groupe de marins, appuyés par les émirs de Cordoue qui fondèrent Oran. Cette soupe se différencie par sa méthode de cuisson, c'est-à-dire qu'elle est cuite en deux temps : le taqtaa enrichi en légumineuses, féculents et viandes, et la tadwira qui est un liant au levain lui donnant sa texture épaisse. Parmi les harira les plus connues, on peut distinguer la harira bel khodra (harira aux légumes) surtout consommée dans les villes de Tlemcen, Nedroma et Oran, la harira au thym consommée dans les villages de l'Oranie, la harira de Sidi Bel Abbès, où tous les ingrédients sont mixés avant préparation et la harira de Blida, sans tawdira, aux légumes frais parfumés au carvi. La harira est aussi préparée dans la ville d'Alger et de Béjaïa, influencée par les Morisques de Cordoue, appelée harira qarsa, due à son acidité prononcée causée par le citron mais aussi à Béchar, où elle contient des fèves et beaucoup d'épices de la région. La harira est toujours accompagnée d'un mets sucré ou d'une pâtisserie pour casser son acidité.
Le djari est une soupe traditionnelle du Constantinois et des Aurès ; cette soupe est souvent assimilée à la chorba, or la différence est qu'elle est plus liquide, d'où son nom. Le djari le plus consommé est celui à base de blé vert concassé, nommé djari bel frik ou djari hmar ; on retrouve aussi celui à base de riz en sauce blanche appelé djari byad, le djari mqatfa à base de fèves sèches et de pâtes artisanales ou encore le djari bel foul à base de fèves et de tomates.
La tchicha, soupe similaire à la chorba est à base de semoule d'orge. Elle se décline aussi en plusieurs variétés dont les plus connues sont celles au thym sauvage originaire de l'Oranie, appelée tchicha zaatar et la tchicha el qmah contenant des grains de blé.
Il existe aussi des soupes propres à des régions, villes et oasis. On dissocie la dobara originaire de Biskra qui est une soupe épicée, préparée à base de pois chiches, de fèves et arrosée d'huile d'olive, la babroussa qui est une soupe ancienne de la ville d'Alger, datant de la période ottomane, à base de petits chaussons à la viande hachée, l'aliwa originaire de l'oasis de Mertoutek à base d'une plante endémique nommée aynăsnis, le bouktouf, qui est un velouté de courgette très populaire chez les juifs algériens, la fitirachi qui est une soupe ancestrale de l'Algérois, à base de petits cornets de pâte faits de semoule parfumée à la cannelle, l'iwzane ou tahrirt, originaire du ksar de Boussemghoun, qui ressemble assez à la harira, est une soupe agrémentée d'épices typiques de la région et une plante endémique, la marqa harra, originaire de la Casbah d'Alger, qui est une soupe intensément piquante à l'ail, servie à une femme qui accouche ou pendant le septième jour du Mawlid, la mdecha, une soupe à la menthe pouliot épaissie à la semoule, la bissara, originaire du nord-ouest, est une soupe de pois cassés consommée pendant l'hiver par la tribu des Beni Snous ou encore la rlila qui est une soupe au boulghour.

#### Feuilletés et farcis
La cuisine algérienne se distingue des autres cuisines Arabe et Amazigh par la présence de feuilletés et farcis. En effet, on retrouve un grand nombre de feuilletés comme les kaldi farcis aux poivrons, aux tomates, au fromage, à la viande hachée ou au thon, vendus fréquemment en restauration rapide ; les bourek, hérités de l'époque ottomane, sont des cigares frits confectionnés à partir de feuilles de brick farcies suivant les régions. Les bricks de forme carrée, appelées l'brika ou bourek annabi, car originaires d'Annaba, sont connus par leur grande taille et leurs différentes farces. Les mghellef fi ghlâfou sont des cigares algérois farcis à la viande hachée, aux oignons et à l’œuf, arrosés d'une sauce épicée. En plus des différents feuilletés, on retrouve des farcis très réputés auprès des pieds-noirs qui sont les cocas, différentes des cocas catalanes. Ce sont des chaussons de pâte brisée fourrés traditionnellement à la frita. Il existe encore les boureks lâadjines qui sont des farcis frits d'Alger.

#### Kémia
La kémia  est un ensemble d'amuse-gueule similaire au mezzé ou aux tapas ou aux antipasti. Il s'agit de hors-d’œuvre et d'entrées présentés sur les tables algériennes pendant les grandes occasions, comme le ramadan ou la réception d'un invité d'honneur. C'était une habitude très courante avant l'indépendance et très pratiquée par les pieds-noirs en Algérie. Les indispensables de la kémia traditionnelle sont :
- les tramousses
- les fruits secs
- les ghribia salées
- les foul, fèves au cumin
- les escargots à la suçarelle
- les moules à l'oranaise
- les moules à l'escabèche
- supions au noir (petites seiches cuites dans leur encre)
- le beurre de sardine
- le thon à l'huile
- la frita
- les mini-cocas à la frita
- le hmiss
- les œufs mimosas
- la salade de carottes au cumin
- les asperges sauce mousseline
- le lablabi
- les pommes de terre à l'harissa
- les aubergines au vinaigre
- la zaâlouka

La kémia est entre autres composée de fruits secs, de salades et de marinades. Chez les pieds-noirs, l’anisette introduite par les Maltais en 1835, en Algérie, est un élément prépondérant au côté de la kémia.

#### Autres entrées
À base de pomme de terre, la maâkouda est une petite galette qui se déguste aussi bien chaude que froide ; elle est presque incontournable durant la période de ramadan sur les tablées algériennes. Elle est parfois préparée avec du thon, des sardines grillées, de la kefta ou des merguez et aussi parfumée avec du persil, de l'ail, du curcuma ou du safran. On la passe ensuite dans la farine puis dans la friture pour une cuisson dorée. La caucla qui se rapproche de la maâkouda est une petite galette de viande, de couscous, d'harissa et d'ail accompagnant la dafina faisant partie de la gastronomie juive de Constantine. Dans les autres entrées qu'offre la gastronomie algérienne, on retrouve les omelettes dont la plus consommée est la tortilla, mais aussi la doja bel bsal aux oignons, au fenouil et à la menthe fraîche arrosée d'huile d'olive et le mokh e'chikh, des œufs brouillés à base de poivrons et de tomates. Enfin, il y a le houmous zitouni qui est une purée de pois chiches, d'huile d'olive, de citron, de miel d'acacia, d'ail et de menthe.

### Plats traditionnels
L'Algérie possède un éventail de plats traditionnels extrêmement riches et variés.

#### Le couscous
Le couscous est le véritable plat national. Il existe mille et une façons de le préparer. À chaque région, ville, village et oasis sa préparation. Selon les régions, le couscous est servi avec du poulet, du mouton, du chameau ou du poisson, garni de navets, carottes, haricots verts, courgettes, fèves et potiron. Une fois dans l’assiette, le couscous est arrosé d’un bouillon épicé, rouge, jaune ou blanc et accompagné des différents légumes et viandes. Ainsi, dans les régions isolées et même dans des foyers citadins dans le nord du pays, on retrouve des couscous rustiques à base de viande séchée, des couscous relevés dans le sud à base de nombreuses épices et d'herbes, des couscous doux et raffinés dans les villes du nord, des couscous aux produits de la mer dans certaines villes du littoral et des couscous à base prédominante de plantes dans les régions Amazighs. On retrouve aussi des couscous sucrés-salés qui se nomment seffa, mais aussi totalement sucrés que l'on nomme mesfouf, Voici quelques couscous algériens :
- le couscous algérois
- le couscous maghmouma des Aures
- le couscous srayer de Ouargla
- le couscous bellout de Jijel (El Aouana) et du Chenoua
- le couscous amekfoul de Kabylie
- le couscous maamar de l'Oranie
- le couscous mzeyet de Constantine
- le couscous ouchou tinni de Ghardaïa
- le couscous abissar de Kabylie
- le couscous mhawer de Constantine
- le couscous bendrag d'El Oued et de l'oasis de Touggourt
- le couscous osbane
- le couscous habbat de Touggourt
- le couscous soltani d'Annaba
- le couscous boumfewwer d'El Oued et Biskra
- le couscous mostaganemois
- le couscous soudresse de Kabylie
- le couscous kabouya de la tribu des Ouled Djellal
- le couscous halhal de l'Algérois
- le couscous en’nâai d'Annaba
- le couscous walima d'Alger
- le couscous talabagat de Mertoutek
- le couscous twichtchiwde Kabylie
- le couscous cherchellois
- le couscous tassilt de Kabylie
- le couscous babouch de Mostaganem
- le couscous ouchou issoufer de la vallée du M'zab
- le couscous el hamama de l'Atlas blidéen
- le couscous guelmois
- le couscous zrayga d'Annaba
- le couscous barbouche d'Alger
- le couscous bouzellouf de l'Aïd el-Kebir
- le couscous noir de Jijel à base d'orge
- le couscous  Berboucha de Sétif
- le couscous   aberbouche des Aurès

#### Lachakchouka
La chakchouka est une sorte de salade ou ratatouille de légumes de l’est algérien, à base de tomates et de poivrons cuits. En fonction des différentes régions, cette recette peut s'agrémenter de pommes de terre coupées en fines tranches et frites à l'huile, d'olives noires, de fèves cuites à la vapeur ou de la graisse animale. En Algérie, la variante la plus courante est une préparation avec oignons, tomates et poivrons sur laquelle on ajoute à la fin des œufs brouillés ou cuits en surface.

#### La pastilla
D'origine andalouse (Espagne), la pastilla, appelée bestila en langue algérienne, est un gâteau de pâte feuilletée aux amandes grillées et fourré de viande de poulet ou de pigeon. En Algérie, elle est saupoudrée de sucre glace et décorée avec de la cannelle. Elle se cuisine aussi au Maroc. La préparation reste plus ou moins la même dans ces pays.

#### Les plats sucrés-salés
La cuisine algérienne se distingue par une variété de plats sucrés-salés que l'on retrouve surtout dans les vieilles villes du nord du pays ayant reçu les immigrés andalous : Alger, Annaba, Berrouaghia, Blida, Cherchell, Constantine, Koléa, Médéa, Miliana, Nedroma, Oran, Tlemcen... Il existe de nombreuses recettes de plats sucrés-salés nécessitant toujours des fruits séchés, ou encore des fruits frais, avec un morceau de viande de préférence ovine, cuit dans une partie salée ou caramélisée pour certaines régions. Nous pouvons voir cette différence avec le lham hlou où la viande est coupée en petits morceaux puis caramélisée, dans la ville d'Annaba, ou encore cuite salée dans des épices en gros morceaux, dans la ville de Tlemcen.
Les techniques que requiert ce mode de cuisson sont minutieuses, ce qui en fait une cuisine extrêmement raffinée. De plus, il existe des plats sucrés-salés propres à l’Algérie où la présence de fruits frais farcis est remarquable. C'est le cas du lham b teffah qui est un plat à base de pommes farcies aux amandes ; la mchimcha m'ammra à base de nèfles farcies à la poudre d'amandes parfumée à l'eau de fleur d'oranger ; le sfardjel b lham désignant des coings caramélisés avec des morceaux de viande ; le tajine qastel à base de châtaignes ; le tajine bel batata hlouwa wa ma zhar, composé de patate douce et d'eau de fleur d'oranger d'Annaba ; la chbeh essofra d'Annaba et de Constantine, à base d'une sauce sirupeuse accompagnée de croquettes aux amandes ; le bsibsi b lham, un plat de viande accompagné de purée de courge sucrée parfumée à l’eau de fleur d’oranger et une pointe de gingembre de Tlemcen ; la sfiriyet tilimsan qui est un plat avec une sauce au miel accompagnée de losanges d’amande moelleux à la semoule parfumée au safran ; le tajine lham bel karmouss, accompagné de figues fraîches et d’amandes torréfiées puis parfumées au ras-el-hanout ; la khamouria d'Annaba, de la viande de bœuf caramélisée accompagnée d’oignon, arrosée ensuite de vinaigre de datte ; la marqa bel lâasel, un plat de viande accompagné de raisins secs miellés, parfumé au cubèbe et au safran.

#### Les pâtes alimentaires

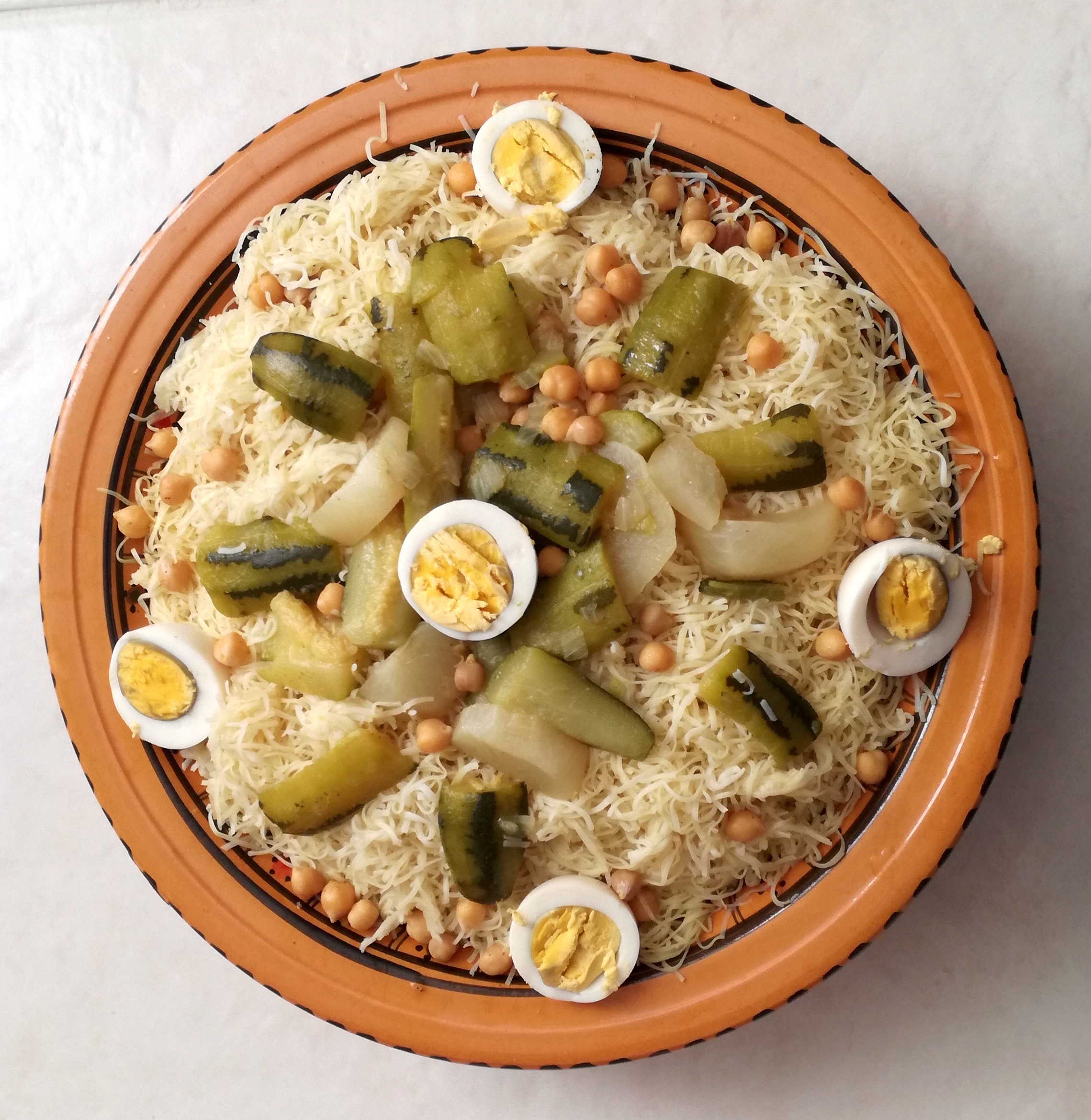
Rechta d'Alger en sauce blanche.

L'Algérie est le seul pays d'Afrique du Nord à posséder une très grande variété de pâtes alimentaires traditionnelles[réf. nécessaire]. Cependant, la plus grande consommation de pâtes alimentaires dans le monde arabe revient à la Tunisie, classée troisième au niveau mondial,. Dans la tradition culinaire algérienne, on ajoute toujours des œufs durs dans les plats à base de pâtes traditionnelles.
Il existe parmi ces pâtes traditionnelles : les rechta qui sont des fines nouilles très légères faites de la semoule et fabriquées artisanalement. Elles sont cuites à la vapeur puis servies avec un bouillon blanc parfumé à la cannelle fait de viande ou de poulet, de navets, de pois chiches et de courgettes. Ces nouilles faites maison font la réputation de la ville d'Alger. La rechta est souvent préparée lors de certaines occasions religieuses telles que le Mouloud ou l'Achoura mais aussi pour fêter la naissance d'un enfant dans certaines familles.
Le tlitli, des pâtes traditionnelles similaires aux langues d'oiseaux, est préparé à base de semoule, roulé à la main puis légèrement aplati. Le tlitli est propre à la région du Constantinois. On le prépare avec une sauce rouge épicée au ras-el-hanout, au paprika, au curcuma, au safran et à la tomate, accompagné de poulet, de boulettes de viande hachée et de viande d'agneau. Il existe une autre variante de la préparation du tlitli qui fait la réputation de la ville de Constantine, il s'agit du tlitli préparé en sauce blanche parfumée au poivre noir, à la cannelle, à la viande de mouton et aux pois chiches.
La dwida est une pâte alimentaire fine similaire aux vermicelles. La fabrication de la dwida requiert énormément de temps d'où le prix élevé s'élevant à 800 dinars le kilo. La ville de Jijel est réputée pour sa préparation traditionnelle au poulet, au kadid et aux pois chiches mais aussi pour l'utilisation du safran et de la cannelle qui sont les éléments principaux de ce plat. À Annaba, la dwida est consommée comme une soupe simple à base de lait concentré poivré et salé seulement, mais parfois avec l'ajout de morceaux de fromage frais.
La trida ou mkartfa à Alger est une pâte alimentaire préparée uniquement dans la ville d'Alger et dans les villes du Constantinois. Il s'agit de pâte de forme carrée aplatie finement et artisanalement qui est préparée uniquement en sauce blanche.
Le tiftitine est une pâte traditionnelle saharienne originaire de la vallée du M'zab ; il s'agit de pâte atteignant la longueur de 1,5 cm et d’une épaisseur d'un crayon, cette pâte alimentaire est préparée avec une sauce sucrée-salée à base d'abricots secs, de dattes, de sucre glace et de viande d'agneau.
La gritiliya est une pâte traditionnelle qui ressemble aux vermicelles mais elle est plus épaisse et plus courte. Comme le couscous, la gritiliya est cuite à la vapeur puis plongée dans un bouillon à la viande d'agneau, pois chiches et boulettes de kefta. Cette pâte originaire de Constantine et d'Annaba est préparée pour le premier jour de l'an musulman : le Mouharam.
Le mardoud, qui ressemble assez au berkoukes, est plus petit et propre aux régions sahariennes de Ouargla, d'Adrar, de Ghardaïa, de Aïn Sefra, de Ouargla et du djebel Amour. Cette pâte se consomme surtout pendant de grandes occasions comme le mouloud, le troisième jour de naissance d'un nouveau-né, le Nouvel An Amazigh mais aussi pour lutter contre les hivers rudes du Sahara. Il existe plusieurs variantes de mardoud dont le mardoud ahmarde couleur rouge et celle préparée à partir de grains de maïs de la tribu des Ouled Khawa. À Mostaganem, deux autres variantes de pâtes artisanales sont préparées : le bouftata et les quoarat.
Dans le Constantinois ainsi que dans les Aurès, la chakhchoukha est l'une des pâtes alimentaires traditionnelles la plus consommée. Il existe deux types de chakchoukha, dont celle de Biskra, qui est faite à partir de grandes crêpes feuilletées très fines et celle appelée chakhchoukha dfer qui est faite à partir de galette mi-cuite puis émiettée en petits morceaux.

### Fromages
La gastronomie algérienne est très marquée par la culture du lait, cela se remarque notamment par la diversité de fromages traditionnels qu'elle possède. C'est la seule cuisine arabe et Amazighà proposer autant de fromages selon le recensement du maître fromager affineur Androuet de Paris. Les fromages sont plus fabriqués dans les régions Amazighs comme l'aghoughlou en Kabylie, semblable au jben, qui est un fromage produit à partir de lait de vache ou de chèvre subissant par la suite un emprésurage par la sève de figuier ; l'aoules, fromage des Touareg du Hoggar, fabriqué à base de lait de brebis confectionné dans une outre en peau de chèvre appelée chekoua ; le bouhezza produit à base de lait de chèvre ou brebis originaire des villes des Aurès dont Batna, Khenchela et Oum el Boughi subit un salage, un égouttage et un affinage dans la chekoua puis il est pétri avec paprika piquant ; l'ibakhbakhane des Aurès produit aussi à partir du même lait que le bouhezza, qui a la particularité de contenir de l'orge concassé et qui est soumis, pendant 2 à 5 jours, à une fermentation à température ambiante, soit 20 °C ; l'ighounane de Kabylie, confectionné uniquement à base de colostrum, est fabriqué dans des ustensiles traditionnels enduits préalablement d'huile d'olive artisanale ; la klila, un fromage Amazighqu'on retrouve un peu partout dans le pays, surtout dans les Hauts-Plateaux, est un fromage blanc séché et agglutiné ; l'oudi ouan oulli est un fromage des Touareg similaire au fromage blanc, servi en petites portions et consommé frais ou séché ; le takammart qui veut dire fromage en tamasheq est un fromage du Hoggar obtenu par morceaux de caillettes de chevreaux, qui seront ensuite pétris sur des nattes à base de tige de fenouil, lui conférant un goût spécial, le fromage obtenu sera exposé au soleil pendant deux jours puis sera durci à l'ombre. On retrouve enfin le takemarit du M'zab et de Naâma, produit uniquement à base de lait de chèvre, qui est consommé souvent en dessert durant les périodes festives, arrosé de miel, de cacahuètes et servi avec du thé à la menthe.
Il existe aussi en Algérie un fromage purement citadin d'origine arabe appelé jben, qui est un fromage blanc et frais souvent parfumé au thym, et aussi un fromage blanc traditionnel consommé comme un yaourt, le raieb torkey, hérité de la population turque d'Algérie pendant la période ottomane d'où son appellation.

### Desserts

#### Entremets
Les desserts algériens sont souvent composés d'entremets à la crème, à la semoule et aux céréales ; ils sont pour la plupart traditionnellement servis après les repas mais aussi durant les repas.
Parmi les desserts crémeux les plus populaires, on retrouve le satladj dans l'Algérois et le mhalbi dans le Constantinois qui est une crème de riz traditionnelle à base de lait, d'eau de fleur d'oranger et de sucre richement décorée et parfumée à la cannelle ; la palouza, dans l'Algérois, à base de lait, de fécule de maïs parfumée à l'eau de rose ou à l'eau de fleur d'oranger agrémentée généralement de fruits secs ou d'une crème de fruits fraîchement moulus posée dessus ou le bèzid, à Constantine, qui est un entremets composé de deux autres desserts traditionnels : le mokh cheikh et l'assida.
Les entremets à base de semoule en Algérie sont très nombreux. L'assida préparée à base de semoule et de sucre est consommée entre le petit déjeuner et le déjeuner en raison de sa consistance épaisse contenant une grande quantité de beurre. Il existe également la tamina qui est un dessert à texture pâteuse à base de semoule, de beurre, de miel, de pâte de datte et parfumée à la cannelle qui se décline sous de nombreuses variétés : taminet el ghers à base de datte, tamina beida à base de semoule blanche, tamminet ellouz à base d'amandes, mais encore le tamminet l’hror à base d'épices. Il existe aussi des entremets à base de céréales comme la zrira qui est une spécialité d'Annaba à base de blé finement moulu, de beurre et de miel ou la zrira el houboub qui est plus riche en aliments moulus contenant du blé, des lentilles, des pois chiches et des graines de sésame grillées, puis arrosé avec du miel et du beurre et enfin décoré de fruits secs.

#### Gâteaux
Les gâteaux en Algérie sont pour la plupart consommés pendant les soirées ramadanesques ou pour de grandes occasions, mis à part le mouskoutchou se consommant quotidiennement, un gâteau simple ou parfois marbré au chocolat, à base de zestes de citron puis souvent garni de miel ou l'abricotine, très similaire au gâteau au yaourt et à la génoise ; c'est le gâteau phare de la cuisine algérienne. La liste de gâteaux algériens est composée entre autres du khobz el bey, un gâteau de la ville d'Alger similaire aux babas à base de chapelure et d'amandes ; la basboussa à la texture plus légère que celle originaire du Moyen-Orient, mais aussi l'une des plus réputées en Europe et au Maghreb ; le kalb el louz, un carré de semoule au cœur d'amande arrosé d'un sirop au miel et d'eau de fleur d'oranger préparé artisanalement. Enfin, il y a le gâteau traditionnel de Kabylie et des Aurès nommé tahboult ou mchawcha, qui est parfois roulé, fait à base de semouline, d’œufs et de miel et on retrouve le mderbel originaire de l'est algérien, un gâteau nappé à la confiture ou recouvert de framboises puis à la pâte rapée ou aux amandes effilées et enfin parfumée au citron vert et à l'eau de fleur d'oranger.

#### Pâtisserie

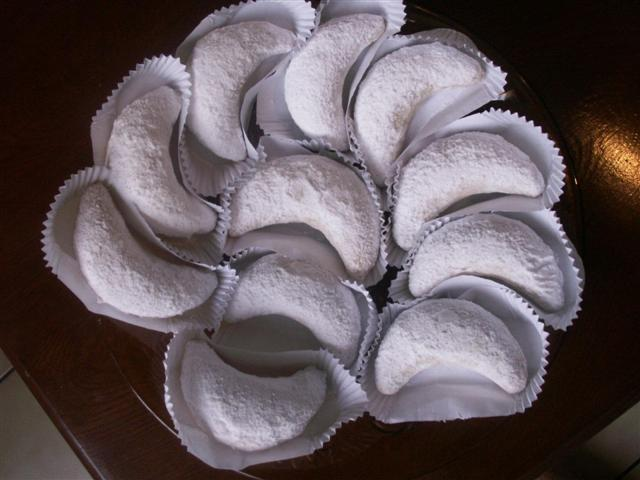
Tcharak msaker, corne de gazelle de la ville d'Alger.

La pâtisserie algérienne qualifiée de « pâtisserie orientale » est en majeure partie composée de fruits secs, surtout d'amandes et est très parfumée à l'eau de fleur d'oranger et au miel. Elle regroupe des spécialités traditionnelles comme les dziriette, les tcharak, les kâak, les griouech, la mhancha, le m'khabez ou encore le makroud. Elle a reçu des vagues d'influences sur le plan culinaire notamment avec les réfugiés morisques d'Al-Andalus apportant avec eux en 1492 les fameux montecaos appelés ghribia, l'Empire ottoman  fournissant de fameuses pâtisseries comme le baklava, le kenafeh, les loukoums, le halva, portant respectivement en arabe algérien les noms de baklawa, kdaïf, halwa halkoum, halwa tourk. L'apport européen dans la pâtisserie algérienne est notable car aujourd'hui, les pâtisseries algériennes proposent de nombreuses spécialités françaises comme le macaron ou le mille-feuille, qui est très populaire en Algérie. Cependant, au fil du temps, l'Algérie a su développer ses propres versions, à l'instar du kenafeh qui ne contient pas de farce au lait mais des fruits secs.
La pâtisserie algérienne est divisée en plusieurs catégories selon les modes de cuisson : avec friture, sans cuisson, au four et sur tajine, c'est respectivement l'exemple de la samsa, la kefta, les halwat tabaa et la mbardja. En plus de ses différents modes de cuisson, la pâtisserie algérienne recourt à des modes de préparation : au miel, aux fruits secs, aux fruits confits, à la confiture, pâte sablée, à la noix de coco... Ces divers modes de préparation permettent de décliner une pâtisserie donnée sous plusieurs formes selon les villes. Par exemple, le makroud, dans les villes du Constantinois, est cuit au four alors qu’ailleurs on le fait frire ; à Tlemcen, on y ajoute des œufs ; à Alger, on le farcit d'amandes au lieu de dattes ; à Souk Ahras, on le fait avec de la farine ; à Oran, on l'agrémente d'épices.
La pâtisserie algérienne est essentiellement préparée pour des occasions festives avec plusieurs assortiments différents, toujours variés selon les modes de cuisson. Dans les mariages, elle fait office d'après-dessert servi à la fin de la cérémonie, tandis que dans les fêtes religieuses, notamment l'Aïd el-Fitr, elle est consommée comme entremets.
Aujourd'hui, la pâtisserie algérienne connaît un gain de popularité dans le monde, notamment par le biais de la diaspora algérienne, mais aussi grâce aux chaînes télévisées : Samira TV et les émissions de Madame Bouhamed sur Canal Algérie et aux blogs culinaires qui sont en très en vogue. Avec l'immigration historique des Algériens dans les pays voisins, la pâtisserie algérienne est devenue de plus en plus populaire dans les mariages au Maghreb. C'est le cas du Maroc comme le précise la spécialiste de la cuisine marocaine et tétouanaise, Fatima R'houni, chez qui l'on retrouve de nombreuses pâtisseries algériennes provenant des Algériens fuyant les conquêtes ottomane au XVIe siècle et française au XIXe siècle. On retrouve aujourd'hui des pâtisseries populaires au Maroc qui sont d'origine algérienne, comme la mhancha, les tcharak msaker, appelés kaâb m’fenned, les ktaïf, les baklawa...

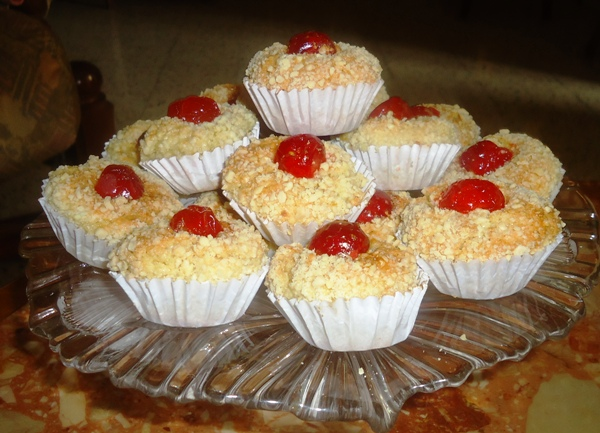
Mchewek.
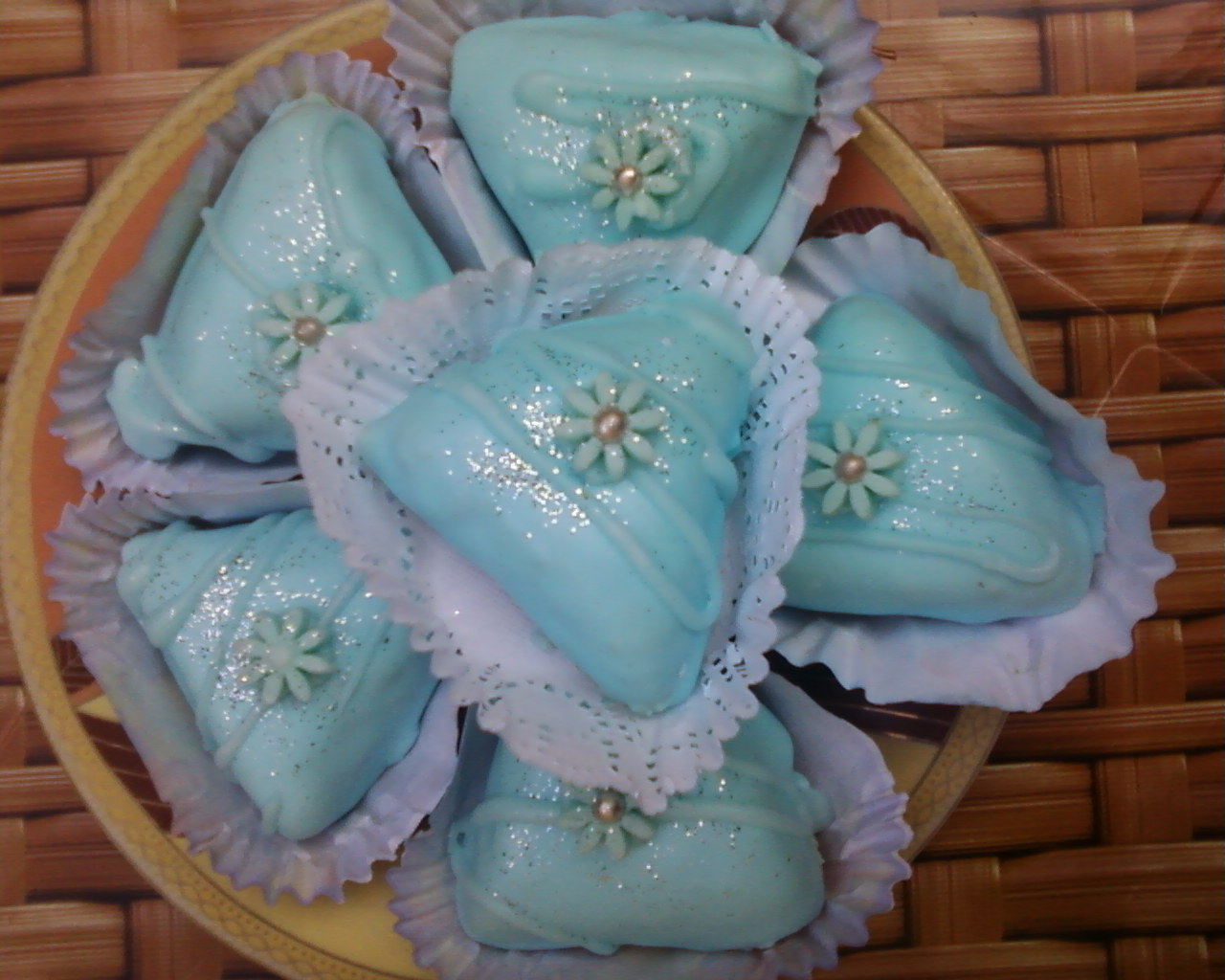
M'khabez.
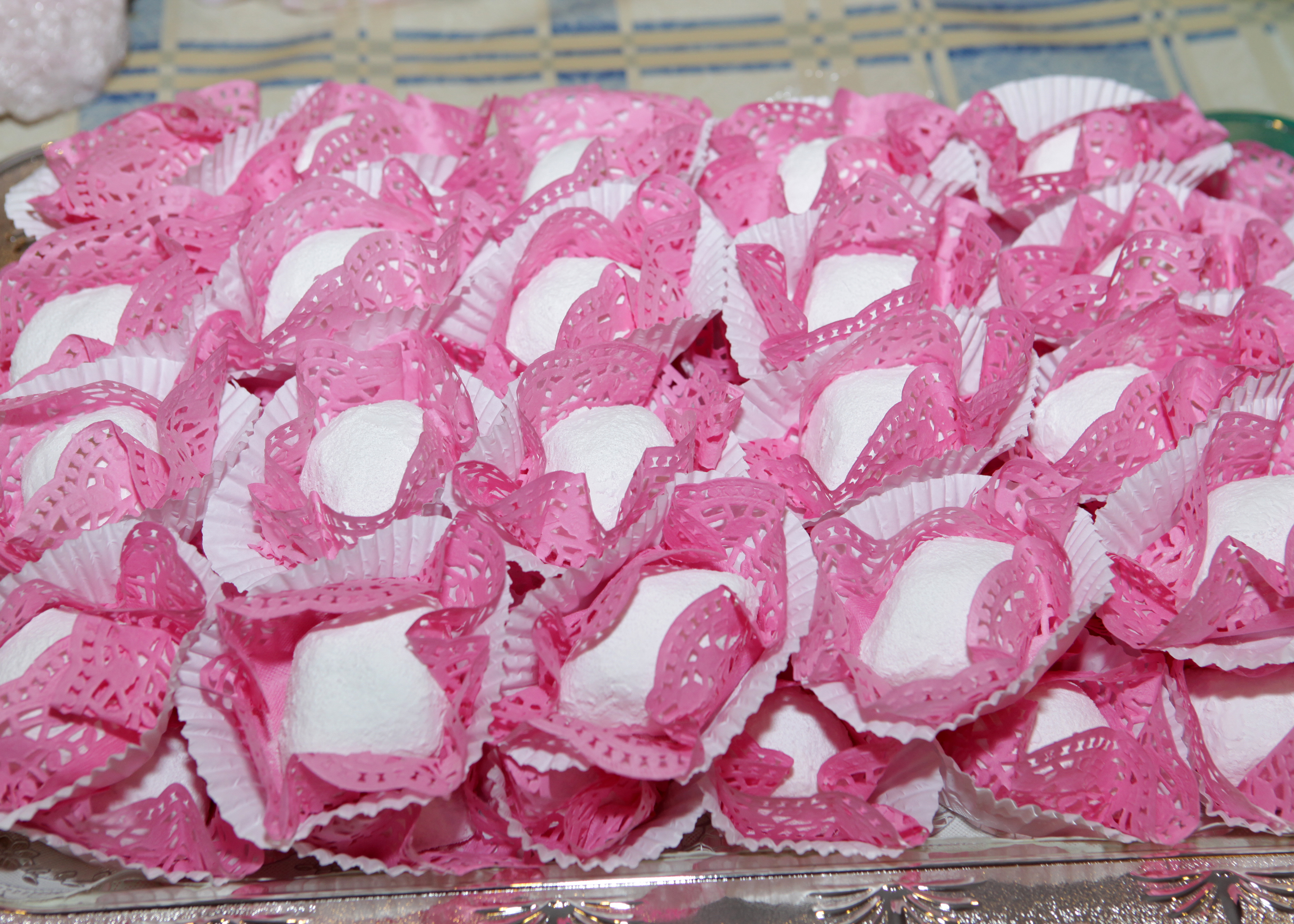
Makrout ellouz.

##### La pâtisserie algéroise: de la tradition à la modernité

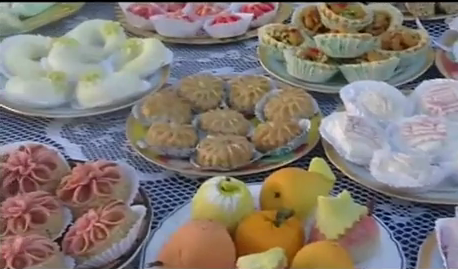
Assortiment de pâtisseries algéroises à Mostaganem.

Mis à part les pâtisseries traditionnelles, la pâtisserie algéroise a su se distinguer fortement par son cachet coloré ainsi que son façonnage des plus minutieux. Depuis la fin du XXe siècle, la pâtisserie algéroise connaît une modernisation et une innovation rapide. C'est l'une des pâtisseries les plus prisées en Algérie et dans le reste de l'Afrique du Nord. Elle fait usage d'ustensiles de cuisine traditionnelle mais aussi moderne afin d'affiner les décorations et les glaçages d'une multitude de pâtisserie tels les tcharak glacés, les m'khabez, les kâak, les cornets algérois, la chamsiya, le taj el moulouk, les slilet... Dans cette gamme de pâtisseries, on retrouve souvent une symbolisation de la nature comme el dalia, el nakhil, el warda, el yasmina ou encore à caractère nuptial avec les chapeaux de la mariée, les enveloppes algéroises, sbiaat laaroussa (les doigts de la mariée), m'khedette (les coussins de la mariée), rezmet laaroussa (bourse de la mariée)...

### Boissons

#### Cafés
L'Algérie possède une grande diversité de cafés traditionnels qui restent un élément indispensable dans la vie sociale des Algériens. On peut retrouver le café turc, très répandu, qui porte différentes appellations : kahwa zazwa à Annaba, qahwet el djezoua dans l'Algérois et kahwa djezvé dans le Constantinois. Toutes ces appellations, originaires de la langue turque, désignent l'ustensile traditionnel dans lequel le café est préparé : le djezvé. Ce café est surtout consommé depuis 500 ans dans les villes du nord ayant subi une forte influence culinaire des Ottomans.
Il subsiste plusieurs cafés populaires traditionnels en Algérie, dont le café noss-noss également appelé naqos, termes signifiant respectivement « moitié-moitié » et « cloche » et qui est l'équivalent du café noisette consommé durant le petit déjeuner et au goûter mais aussi le café algérois typique de la capitale parfumé à l'eau de fleur d'oranger.
On retrouve de même des cafés plus typiques préparés dans certaines régions du pays, c'est le cas du café naïli de la tribu des Ouled Naïl, consommé dans les régions de Bou Saâda et Djelfa, un peu plus épicé et qui contient de l'armoise, du piment noir et de l'écorce de cannelle.
Le café glacé est apparu en Algérie au XIXe siècle et a rapidement gagné en popularité à l'échelle mondiale.
Le café peut être accompagné de maajoune tbassa, une confiture sous forme de pâte.

#### Thé

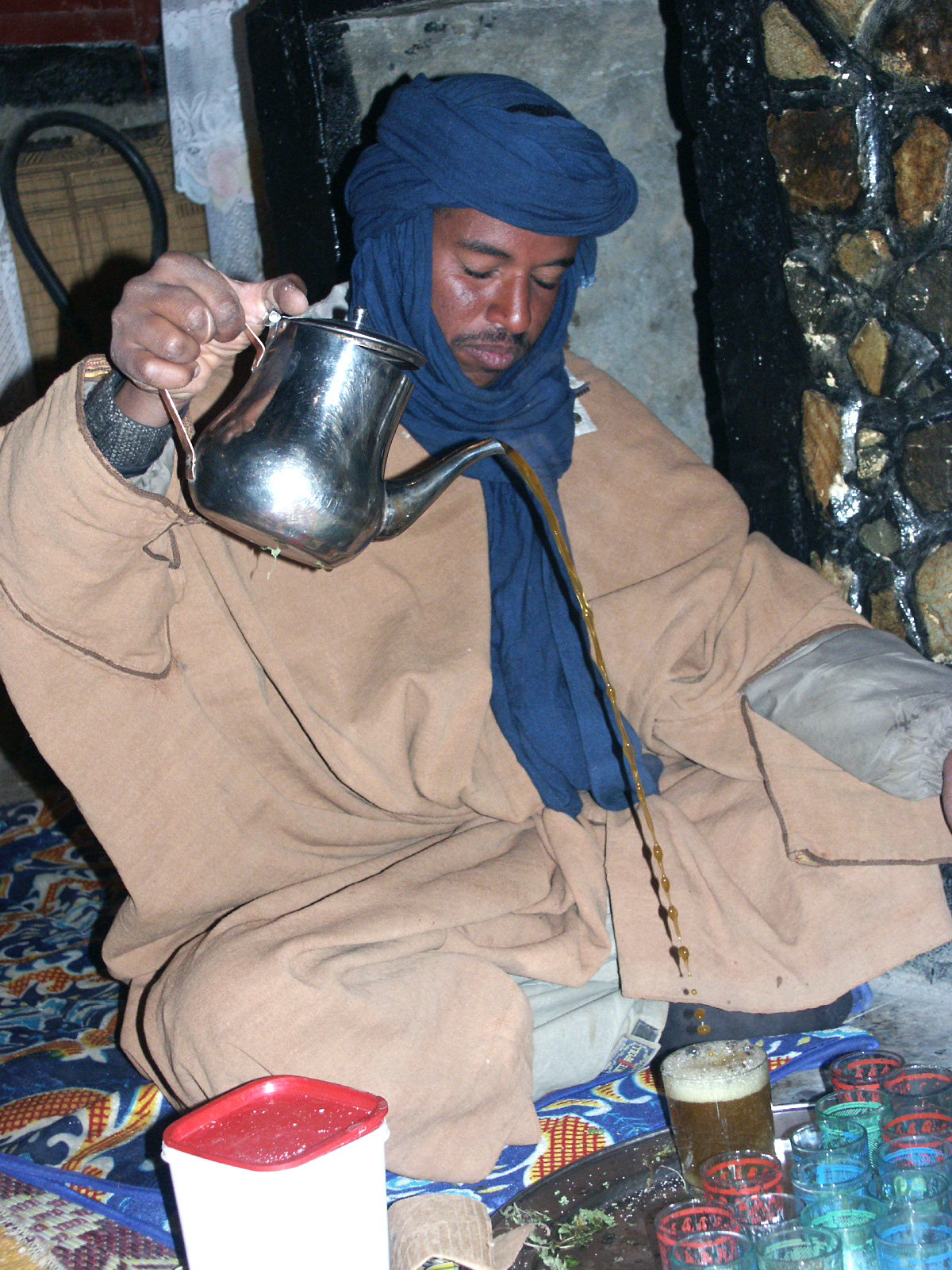
Préparation du thé à la menthe par un Targui.

Le thé à la menthe avec le café sont des boissons chaudes les plus consommées dans tout le pays cependant le thé à la menthe est surtout un rituel observé par les populations du sud de l'Algérie où il est un élément central de la vie sociale bien qu'on le retrouve dans les villes du nord. Il est préparé à base de thé gunpowder et parfumé à la menthe fraîche ou parfois sèche.
Cette boisson traditionnelle suit des règles bien précises et rigoureuses lors de sa préparation :
1. rinçage du thé (gunpowder) à l'eau bouillante ;
2. infusion du thé ;
3. ajout de la menthe et de pain de sucre ou de sucre ;
4. homogénéisation du thé.

Lors du service, la théière est levée assez haut afin d’aérer le thé à la menthe et le verre doit être servi à moitié pour que le buveur ne se brûle pas les doigts. Quant à sa dégustation, il est très mal vu de souffler dessus pour le refroidir, il est donc préférable de l'aspirer fortement. Au moment du service, l'invité se devant de boire trois verres selon la coutume, il est vivement déconseillé de refuser les deux autres verres par respect et politesse.

« Le premier verre est aussi doux que la vie. Le deuxième est aussi fort que l'amour. Le troisième est aussi amer que la mort. »

— Proverbe algérien à propos du thé.
Le thé peut également être consommé avec du lait dans certaines régions, notamment à Tlemcen où il est appelé naqos latay, signifiant « cloche au thé ».

#### Boissons traditionnelles régionales et citadines
Plusieurs variétés de boissons traditionnelles existent en Algérie, on trouve sur tout le territoire algérien des boissons traditionnelles régionales et citadines.
Au nord de l'Algérie, les boissons que l'on boit sont plus raffinées ; il y a la fameuse citronnade algérienne qui fait la réputation des villes de Blida et Boufarik, appelée cherbet, à base de citrons pressés et de menthe fraîche ; le lekhchef, une boisson sucrée de la ville de Constantine à base d'eau de rose, de raisins secs, de cannelle et d'eau de fleur d'oranger qui tend à disparaître ; la cherbet mazhar d'Alger, préparée lors du rituel nuptial du hammam, où l'ingrédient principal est l'eau de fleur d'oranger ; la cherbet Meliana, un sirop de cerise, de grenade, de citron et de raisin, originaire de la ville de Miliana, et aussi d'autres boissons remèdes dont la habet ahlaoi à base d'anis vert, le smagh el arabi à base de gomme arabique ou le maâjoun el heroor, un sirop épicé au hror, un mélange d'épices traditionnel algérien.
Il existe des boissons épicées propres aux régions sahariennes comme le takerouayet du M'zab à base de datte, de citron, de fleur de myrte, d'épices(safran, noix de muscade...) et d'herbes aromatiques, boisson coupe soif servie au marié le jour de son mariage ; le ouazouaza à Ouargla qui est une boisson préparée à base de 40 plantes et de dattes pendant le mois sacré du ramadan, connu pur ses vertus rafraîchissantes et médicinales, ou encore le legmi, un jus de palmier du Sahara.

#### Lait
Le lait en Algérie est aussi considéré comme une boisson que l'on boit quotidiennement sous toutes ses formes : leben et rayeb, et dans toutes les régions du pays. Cependant, ce n'est pas le même lait sur tout le territoire, par exemple, au Sahara le lait de chèvre et de chamelle est très prisé tandis qu'au nord, c'est le lait de vache. Au nord de l'Algérie, le lait est bu chaque matin et parfois en fin de journée avec un mélange de café.
Il possède aussi une valeur très symbolique pendant le ramadan car il est très prisé pour la rupture du jeûne comme le veut la tradition héritée de Mahomet, mais c'est aussi un signe d'hospitalité et de fertilité ; c'est donc pour cela que la consommation de lait est une tradition ancrée dans la phase du mariage algérien.

#### Sodas

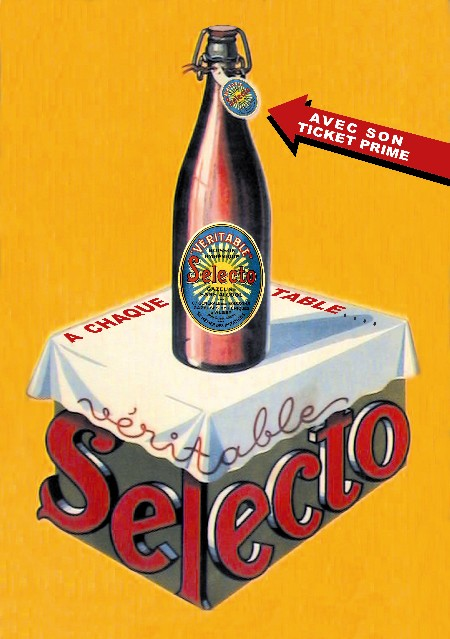
Ancienne affiche de publicité (1889).

En Algérie, la présence de sodas est des plus notables, on retrouve la limonade blanche Hamoud Boualem créée en 1878, qui est surtout consommée dans l'Algérois, le cola Selecto qui s'exporte aujourd'hui à l'international, la grande gamme de sodas fruités proposé par la marque Ifri ainsi que des sodas uniques propres à chaque ville, comme les sodas de la marque Bôna à Annaba ou Slim à Alger.
Il y a aussi la traditionnelle limonade appelée monada au nord-est, gazouza au nord-centre et limonde au nord-ouest qui est la limonade ancienne en bouteille en verre consignée.
À cela s'ajoutent des sodas de marques occidentales comme Coca-Cola, Fanta, Sprite, etc., qui restent cependant moins populaires que les sodas locaux. À noter que la consommation du soda Orangina en Algérie est très ancienne, car c'est à Blida que la boisson a été inventée à partir d'oranges pressées récoltées près de Boufarik.

#### Alcools
À cause de restrictions religieuses, la consommation d'alcool est mal vue en Algérie mais n'est pas légalement interdite, ce qui n'empêche pas les viticulteurs de produire une grande variété de vins, principalement originaire des coteaux de Mascara, Médéa et Tlemcen.
La consommation de bière et d'autres alcools moins forts existe en Algérie mais elle demeure très discrète, les mœurs de la population restant très conservatrices.

### Glaces et sorbets
La consommation de glaces et de sorbets en Algérie est surtout présente dans les villes du nord. Le sorbet le plus connu en Algérie est le créponné, un sorbet traditionnel au citron inventé par Gilbert Soriano à Oran. Ce sorbet est surtout consommé dans les grandes villes du nord ayant autrefois connu un seuil de population pied-noire élevé comme : Annaba, Alger, Constantine, Oran, Sidi Bel Abbès... On retrouve aussi une multitude de sorbets avec différentes saveurs traditionnelles que l'on nomme les broud, à base de tomate, fruits rouges, café, deglet nour, figues, thé à la menthe, fruits rouges, fruits, grains de café ou jasmin d'Arabie. Enfin, on retrouve aux côtés des sorbets traditionnels la glace italienne qui est très populaire.

## Des mets aux noms insolites
Plusieurs mets anciens algériens faisant partie de la gastronomie algéroise portent des dénominations insolites pour la plupart à connotation burlesque, érotique, mortuaire ou royale.
On retrouve par exemple : 
- Sekran tayeh fe droudj — « L'ivrogne écroulé dans les escaliers » ;
- Dar âami — « La maison de mon oncle paternel » ;
- Mkafan fi hdjar yemah — « Le défunt dans le giron de sa mère » ;
- El bey w-dayertou — « Le bey et sa cour » ;
- Sder chaba fel mraya — « La poitrine de la belle dans le miroir » ;
- Boussou la tmessou — « Embrasse-le mais ne le touche pas » ;
- Sebiâat leârossa  — « Les doigts de la mariée ».

### Filmographie
- De mère en filles… la cuisine des autres, film de Diane Baratier, Pierre Camus et Jean-Louis Comolli, CNRS Images, Meudon, 2005, 25 min (DVD).